# Lastras del Pozo
Lastras del Pozo ist ein Ort und eine Gemeinde (municipio) mit 64 Einwohnern (Stand: 2024) in der zentralspanischen Provinz Segovia in der Autonomen Region Kastilien-León. 

## Lage und Klima
Lastras del Pozo liegt in der kastilischen Meseta in ca. 970 m Höhe ungefähr 24 Kilometer (Fahrtstrecke) westsüdwestlich der Provinzhauptstadt Segovia. Das Klima ist gemäßigt bis warm; Regen (594 mm/Jahr) fällt mit Ausnahme der trockenen Sommermonate übers Jahr verteilt.

## Bevölkerungsentwicklung
| Jahr      | 1970 | 1981 | 1991 | 2001 | 2011 | 2021 |
| Einwohner | 194  | 137  | 100  | 85   | 84   | 55   |

## Sehenswürdigkeiten
- Johannes-der-Täufer-Kirche
- Ruine und Klosterkirche San Pedro de las Dueñas